# Che, OVNI
Che, OVNI es una película de Argentina en colores dirigida por Aníbal Enrique Uset sobre el guion de Gius  (Augusto Giustozzi) que se estrenó el 7 de agosto de 1968 y que tuvo como protagonistas a  Jorge Sobral, Juan Carlos Altavista, Javier Portales y Zelmar Gueñol. Fue filmada en Madrid, Londres, Buenos Aires y París.

## Sinopsis
Un porteño cantor de tangos es raptado por un plato volador y llevado a Madrid, Londres y París.

## Reparto
- Jorge Sobral
- Juan Carlos Altavista
- Javier Portales
- Zelmar Gueñol
- Eduardo Bergara Leumann
- Linda Peretz
- Marcela López Rey
- Erika Wallner
- Perla Caron
- Antoine Gaben
- Gloria Ugarte
- Juan Díaz
- Nancy Lopresti
- Rodolfo Crespi
- Ricardo Jordán
- Ana María Zar
- José Vito Pucci
- Juan Alberto Mateyko
- Julián D'Acosta
- Aldo Bigatti

## Comentarios
Clarín opinó:

”Durante 15 minutos iniciales…parece gastar todo el ingenio de que dispusieron libretista y realizador…Al llegar a este punto todo se desmadeja, se hunde en la ciénaga.”

En nota firmada A.C. La Prensa escribió:

”Sus inconexas escenas parecen más un conjunto de cortos publicitarios que una obra orgánica.”

Por su parte, Manrupe y Portela escriben:

”Derroche de dinero que de todas maneras, puede verse como una aproximación criolla al estilo pop y camp de la época.”